# Sturzkampfgeschwader 151
Das Sturzkampfgeschwader 151 war ein Verband der Luftwaffe der Wehrmacht im Zweiten Weltkrieg. Das Geschwader verfügte über die einmotorige Junkers Ju 87. Es wurde stets als Ausbildungsgeschwader eingesetzt.

## Geschichte
Der Geschwaderstab und die II. Gruppe bildete sich am 17. Mai 1943 in Zagreb (Lage), Hauptstadt des mit dem Deutschen Reich verbündeten Kroatiens. Zur Aufstellung der II. Gruppe wurde die Ergänzungs-Gruppe/Sturzkampfgeschwader 2 herangezogen. Zeitgleich erhielten die Ergänzungs-Gruppen/Sturzkampfgeschwader 1 und Sturzkampfgeschwader 77 in Pancevo (Lage) die Umbenennung in I. Gruppe und IV. Gruppe des Sturzkampfgeschwaders 151. Die III. Gruppe in Athen-Kalamaki (Lage) entstand aus der umfirmierten Ergänzungs-Gruppe/Sturzkampfgeschwader 3. Alle vier Gruppen hatten je zwei Staffeln in ihren Reihen. Die 9. Staffel in Rovaniemi (Lage), aus der Ergänzungs-Staffel/Sturzkampfgeschwader 5 gebildet, war dem Geschwaderstab direkt unterstellt.
Das Geschwader wurde während der gesamten Zeit seines Bestehens als Ausbildungsgeschwader eingesetzt. Für Einsatzzwecke wurde eine Einsatzstaffel aus erfahrenen Besatzungen gebildet. Das Geschwader war im Juli 1943 dem Fliegerführer Kroatien beim Luftwaffenkommando Südost unterstellt und flog mit der Junkers Ju 87. Am 18. Oktober wurde es in das Schlachtgeschwader 151 umbenannt.

## Kommandeure

### Geschwaderkommodore
| Dienstgrad     | Name        | Zeit                              |
| -------------- | ----------- | --------------------------------- |
| Oberstleutnant | Karl Christ | 5. Juni 1943 bis 18. Oktober 1943 |

### Gruppenkommandeure
I. Gruppe
- Hauptmann Karl Schrepfer, 18. September 1943 bis 18. Oktober 1943[5]

II. Gruppe
- Hauptmann Armin Thiede 17. Mai 1943 bis 1. Juli 1943[6]
- Hauptmann Gerhard Küffner, 9. Juli 1943 bis 18. Oktober 1943[7]

III. Gruppe
- Hauptmann Siegfried Göbel, 17. Mai 1943 bis 17. September 1943[8]
- Hauptmann Heinrich Heins, 20. September 1943 bis 18. Oktober 1943[9]

IV. Gruppe
- Hauptmann Alexander Gläser, 17. Mai 1943 bis 18. Oktober 1943[10]